# Istočni Sussex
Istočni Sussex je nemetropolitanska, ceremonijalna i matična grofovija u Jugoistočnoj Engleskoj. Graniči se s grofovijama Kent na sjeveru i istoku, Zapadnim Sussexom na zapadu, sa Surreyem na sjeverozapadu u dužini manjoj od dva kilometra, kao i La Mancheom na jugu.

## Povijest
Istočni Sussex dio je povijesne grofije Sussexa koja svoje korijene vuče iz drevnog kraljevstva Južnih Saksonaca, koji su se tamo utvrdili u 5. stoljeću naše ere, nakon odlaska Rimljana. Arheoloških ostataka ima u izobilju, posebno u brdskim područjima. Položaj područja koja su se nalazila uz obalu mora znatno su utjecala na invazije mnogih osvajača, uključujući Rimljane, a kasnije i Normane. Ranije grane privrede uključivale su ribarstvo, proizvodnju željeza u Wealdu  i trgovinu vunom, koje su se većinom smanjile ili potpuno nestale.

## Upravljanje
Povijesna grofovija Sussex je podijeljena iz više razloga na ceremonijalne grofovije Zapadni Sussex i Istočni Sussex. Istočni Sussex je povijesno bio podijeljen na šest poddiobenih jedinica koji nose staronjemačke, a po nekim tumačenjima staroengleske naziv rapes. Od 12. stoljeća, tri istočne poddiobene jedinice (rapes) zajedno i tri zapadne istoznačne jedinice, imale su odvojene kvartalne sesije, s tim da je grofovijsko sjedište tri istočna poddijela bio grad Lewes. To stanje je formalizirao Parlament 1865. godine, a tim dvama dijelovima dodijeljen je status administrativnih grofovija, od kojih je svaka imala svoje izabrano grofovijsko vijeće 1889. godine sukladno Zakonu lokalne uprave iz 1888. godine. u Istočnom Sussexu također su postojale tri samoupravne grofovijske općine: Brighton, Eastbourne i Hastings.
1974. godine Istočni Sussex je postao nemetropolitanska i ceremonijalna grofovija, a tri grofovijske općine postale su okruzi unutar grofovije. Istodobno je promijenjena zapadna granica, tako da je regija Srednjeg Sussexa (uključujući Burgess Hill i Haywards Heath) pripojena grofoviji Zapadni Sussex. 1997. Brighton i Hove postali su samoupravna unitarna uprava ostajući dio ceremonijalne grofovije Istočni Sussex, a kraljica Elizabeta II. dodijelila mu je status grada (city) 2001. godine.
Područje nadležnosti Vijeća grofovije Istočni Sussex podijeljeno je na pet okruga lokalne uprave. Tri su velika ruralna okruga (od zapada prema istoku): Lewes, Wealden i Rother. Eastbourne i Hastings uglavnom su urbana područja. Seoski okruzi se nadalje dijele na civilne župe.

## Klima
Istočni Sussex, kao i većina grofovija na južnoj obali, prosječno ima oko 1.750 sunčanih sati godišnje. To je puno više od britanskog prosjeka od oko 1.340 sunčanih sati godišnje.

### Naselja
Položaj naselja u Istočnom Sussexu odredila je i njegova povijest i njegova geografija. Izvorni gradovi i sela uglavnom su bili tamo gdje se razvijalo gospodarstvo kao što je ribolov uz obalu mora, poljoprivreda i proizvodnja željeza na Wealdu.
 
Danas je privreda Istočnog Sussexa usmjerena uglavnom ka turizmu, posebno duž obalnog pojasa. Ovdje se nalaze gradovi poput Bexhill-on-Sea, Eastbourne i Hastings, dok su Newhaven i Rye luke, iako je Rye od značajne povijesne važnosti. Peacehaven i Seaford više su gradovi za stanovanje nego što su samoodrživi gradovi sa svojom industrijom. Daleko od obale leže nekadašnji tržni gradovi poput Hailshama, Heathfielda i Uckfielda, a 
Crowborough je središte šume Ashdown.
 Lewes, grofovijski grad Istočnog Sussexa, Battle, čiji početci sežu u doba osvajanja Normana, te Wadhurst su druga tri značajna grada.

### Znamenitosti
Park Sedam Sestara (The Seven Sisters Park) dio je South Downs koji je proglašen nacionalnim parkom 31. ožujka 2010, godine. Beachy Head (kredeni rt) jedna je od najpoznatijih lokalnih atrakcija.
Osim fizičkih znamenitosti kao što su Downs i Weald, Istočni Sussex ima i mnoštvo povijesnih znamenitosti kao što su dvorci  Bodiam, Herstmonceux, Lewes i Pevensey, te obrambene utvrde kao što su utvrde Martello i Eastbourne Reduta. 
Opatija Battle, sagrađena u spomen na bitku kod Hastingsa; Bateman's kuća iz 17. stoljeća koja se nalazi u Burwashu, dom engleskog književnika Rudyarda Kiplinga, Hammerwood Park kuća, izgrađena kao jedna od prvih primjera grčke preporodne arhitekture u Velikoj Britaniji te zgrade Sveučilišta Sussex u Falmeru su među interesantnim građevinama. Bexhill na moru također je dom De La Warr, paviljona dizajniranog u Art déco i Internacionalnom stilu koja je izgrađena 1935. godine.

## Galerija
- Litice Sedam sestara i kućice obalne straže
- Dvorac Bodiam.
- Dvorac Lewes.
- Opatija Battle – stražarnica kod ulazne kapije.
- Dvorac Herstmonceux.
- Model tvrđave Redoubt izložen u muzeju.
- Ulica Mermaid u Ryeu, tipična strma i kaldrmirana ulica.